# Alberto Alberti (Produzent)
Alberto Alberti (* 1931/1932; † 4. September 2006) war ein italienischer Musikproduzent, Impresario und Manager.
Alberti eröffnete nach einem Besuch in London 1953 durch die dort geknüpften Kontakte einen Importladen für Jazz-LPs in Bologna (Disclub), der der erste seiner Art in Italien war und der auch ein Jazzclub war. 1958 gründete er mit Cicci Foresti das internationale Bologna Jazz Festival, auf dem viele internationale Jazzgrößen auftraten, zum Beispiel beim ersten Mal Kid Ory. Er war Ansprechpartner und Organisator der Auftritte vieler US-amerikanische Jazzgrößen bei Europa-Aufenthalten (wie Miles Davis, Ella Fitzgerald, Chet Baker, Dexter Gordon). Er arbeitete als Produzent in den 1960er Jahren u. a. mit Steve Lacy (Disposability). Ab 1973 war er künstlerischer Leiter des Festivals Umbria Jazz; Mitte der 1970er Jahre wurde er Produzent des italienischen Labels Red Records, das er mit Sergio Veschi gegründet hatte, um Livemitschnitte des Saxophonisten Sam Rivers zu veröffentlichen. Auf Red produzierte er u. a. in der zweiten Hälfte der 1970er Jahre Aufnahmen von Donald Garretts Sea Ensemble, des Modern Art Trio von Bruno Tommaso und Franco D’Andrea sowie von Dennis Irwin/James Williams (Focus, 1979), David Murray/Butch Morris (Last of the Hipman), Billy Higgins (Soweto) und Kai Winding. In den 1980er Jahren folgten Produktionen des Ethnic Heritage Ensemble (Impressions), Bob Dorough (Sing and Swing) und Joe Henderson (An Evening With..., 1987). Für eine Auftragsproduktion des La Spezia Jazz Festival war Alberti Anfang der Mitbegründer der All-Stars-Formation The Jazz Tribe, in der Bobby Watson, Ray Mantilla, Jack Walrath, Walter Bishop Jr. Joe Chambers und Charles Fambrough spielten. Alberti starb 2006 im Alter von 74 Jahren.